# Axinyssa cavernosa
Axinyssa cavernosa är en svampdjursart som först beskrevs av Topsent 1897.  Axinyssa cavernosa ingår i släktet Axinyssa och familjen Halichondriidae. Inga underarter finns listade i Catalogue of Life.